# Kaffeepad
Unter einem Kaffeepad versteht man eine Ein-Portionen-Dosis (etwa sieben Gramm für eine Tasse) von Kaffeepulver in einer Portionsverpackung (ähnlich einem Teebeutel), die für eine Tasse Kaffee ausreicht. Die Kaffeepads können nicht mit einer gewöhnlichen Kaffeemaschine gebrüht werden, sondern nur in einer Kaffeepad-Maschine.
Die Hülle für den Kaffee, das sogenannte Filtervlies, besteht in der Regel aus zwei Zellstofflagen, die ohne Verwendung von Klebstoff heissgepresst miteinander verbunden werden. Sie sind somit kompostierbar.
Entwickelt wurden Kaffeepads 2001 von Douwe Egberts zusammen mit Philips für das Senseo-System. Sie basieren jedoch auf den früheren Espresso-Pads von Illy des italienischen Erfinders Antonino Di Leva.
Fast alle namhaften Kaffeeröster wie zum Beispiel Tchibo, Melitta, Jacobs und Dallmayr sowie einige Eigenmarken der Supermärkte und Discounter bieten auch zu Senseo kompatible Kaffeepads an. Die österreichische Firma Julius Meinl versuchte, Kaffeepads für die Gastronomie auf den Markt zu bringen, aufgrund zu geringer Nachfrage wurde die Produktion der Pads jedoch eingestellt.
Nach dem Erfolg von Kaffeepads werden nun auch dünnere Teepads, dickere Cappuccinopads (mit Milchpulver) und Schokoladenpads (mit Milch-/Kakaopulver zur Zubereitung von heißer Schokolade) angeboten.

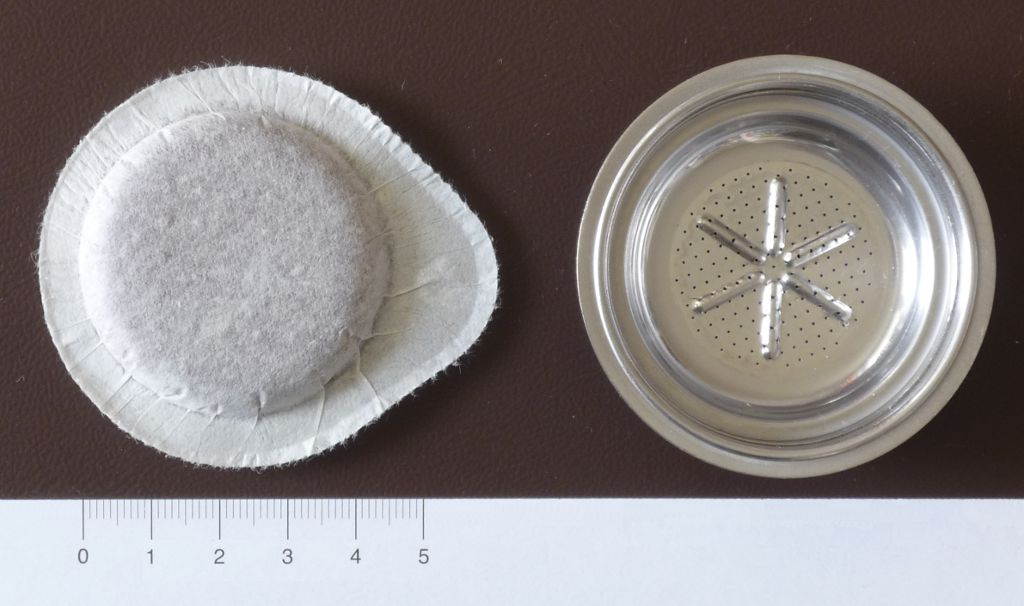
Pad des E.S.E.-Systems mit zugehörigem Siebträger-Einsatz

Daneben hat sich als offener Standard der E.S.E.-Standard (englisch ESE: Easy Serving Espresso) für Maschinen mit 10 bis 15 bar Druck entwickelt (zum Vergleich: Senseo < 3 bar). Auch sind diese Pads mit einem Durchmesser von 44 mm deutlich kleiner als die Senseo-kompatiblen Pads mit 70 mm Durchmesser. Die beiden Kaffeepad-Systeme sind untereinander nicht kompatibel.
Im Handel können Kaffeepads, verglichen mit Kaffeepulver, zu einem weitaus höheren Preis pro Gramm verkauft werden.

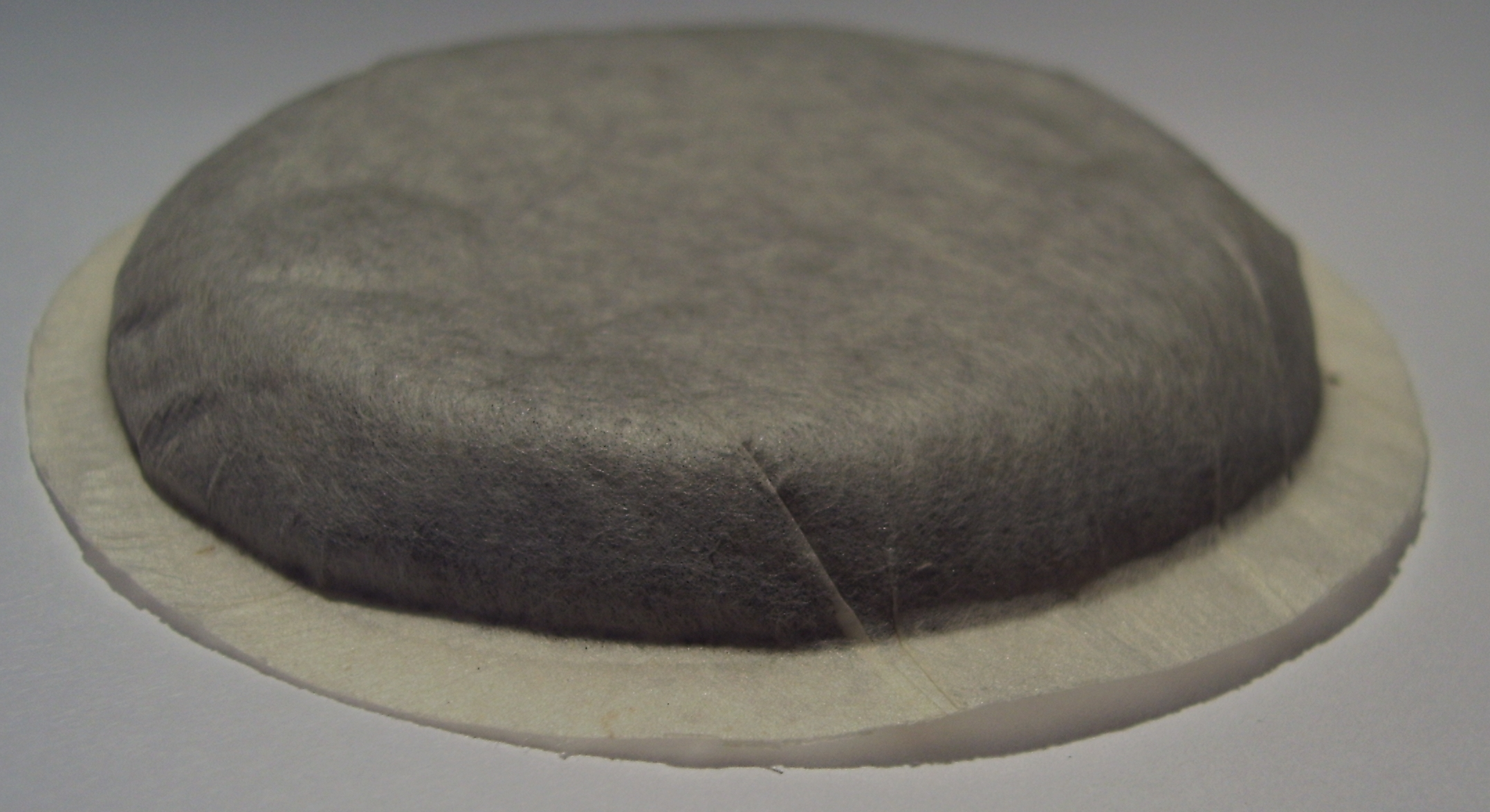
Kaffeepad (Senseo), Unterseite liegt oben
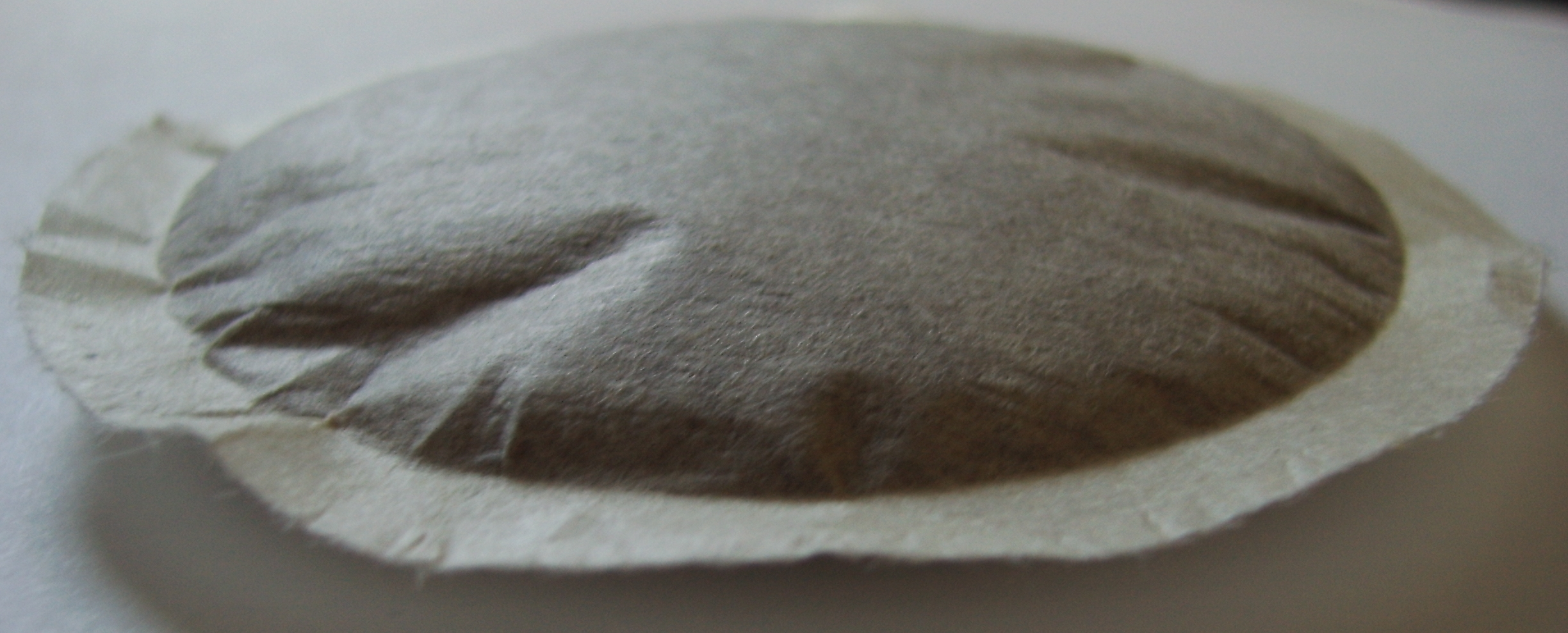
Kaffeepad eines Fremdanbieters, Vor- und Rückseite sind identisch. Es sind jedoch ebenso asymmetrische Kaffeepads von Fremdanbietern im Handel.
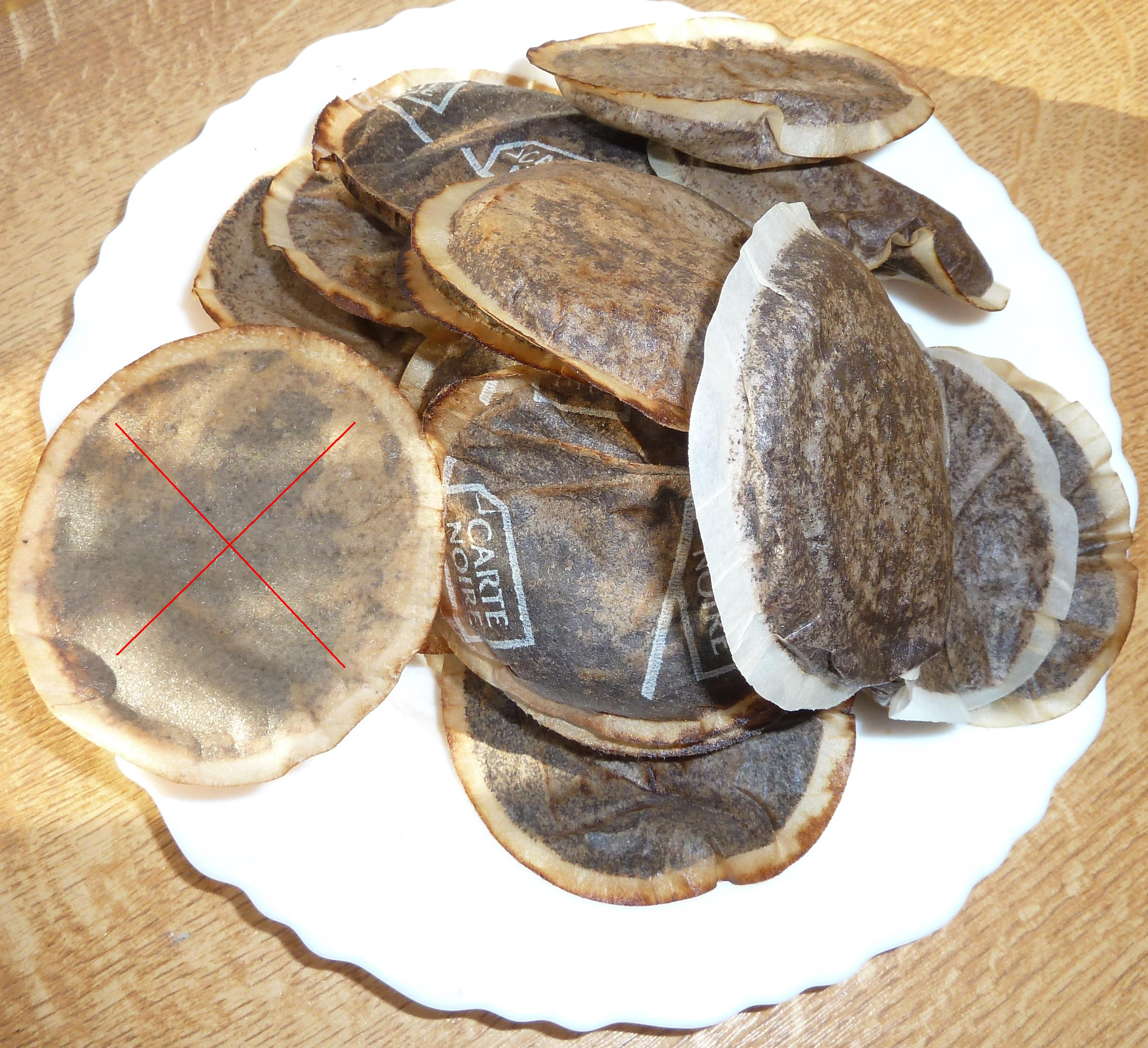
Die gebrauchten Kaffeepads sind vollständig kompostierbar. Ausnahme: Versionen mit Kunststoffkammer